# 內政部警政署

內政部警政署旗幟

內政部警政署（簡稱警政署）為中華民國於境內有關警察事務的最高主管機關，隸屬於內政部，負責全國所有警察行政、人事、教育等各項業務之管轄，下轄各種警察組織，並指揮監督各直轄市、縣、市政府警察局。

## 沿革
近代中國警察始於清光緒二十七年（1901年）裁汰綠營，改練「巡警營」。光緒三十一年（1905年）9月，正式創設「巡警部」；1906年，改巡警部為「民政部警政司」，主管全國警察事宜。光緒三十三年，又於各省增設「巡警道」，負責各省的警政。
1912年中華民國成立後，民政部警政司改制為「內務部警政司」統一管轄全國警察事務。1927年，國民政府定都南京市，內務部改組為內政部，仍然設立「內政部警政司」。中國抗日戰爭勝利後，1946年8月15日內政部警政司擴大編制改組為「內政部警察總署」。至1949年4月，中央政府南遷廣州市，厲行中央政府機構緊縮，內政部警察總署縮減編制為「內政部警政司」。1949年12月7日，內政部警政司隨中央政府各機關遷往臺北市；1972年7月15日，內政部警政司恢復編制為「內政部警政署」，並與臺灣省警務處合署辦公。1995年3月，內政部警政署與臺灣省警務處分隸辦公。1995年5月1日臺灣省警務處改制為臺灣省政府警務處，1997年1月16日臺灣省政府警務處改制升格為「臺灣省政府警政廳」。1999年7月1日實施臺灣省政府功能業務與組織調整，臺灣省政府警政廳之人員與業務全數由內政部警政署接收。
1995年3月1日內政部消防署正式成立，至此警消分立。2000年1月28日行政院海岸巡防署正式成立，將海洋巡防及海岸安全檢查業務移撥分出警察機關。2007年1月2日內政部入出國及移民署（現為內政部移民署）正式成立，將移民業務移撥分出警察機關。2013年8月21日制定《內政部警政署組織法》，警政署新組織架構於2014年1月實施。
警政署署址原為臺灣日治時期的樺山小學校所在地，1945年校舍建築轉為臺灣省政府警務處接收使用，1972年警政署也開始在此辦公。

## 組織編制

### 署本部[5]
- 署長（1名，警監特階）
  - 副署長（3名，警監）
    - 主任秘書（1名，警監）
    - 警政委員（8名，警監）
    - 督察室主任（1名，警監）
    - 主任（5名，警監）
    - 組長（8名，警監）
    - 副組長（8名，警監）
    - 副主任（1名，警監）
    - 專門委員（11名，警監或簡任第十職等）
    - 簡任技正（1名，簡任第十職等）
      - 督察（29名，警正至警監）
      - 科長（47名，警正或薦任第九職等）
      - 技正（4名，薦任第八職等至第九職等）
      - 秘書（7名，警正）
      - 專員（111名，警正或薦任第七職等至第九職等）
      - 警務正（185名，警正）
      - 科員（8名，委任第五職等或薦任第六職等至第七職等）
      - 技士（6名，委任第五職等或薦任第六職等至第七職等）
        - 技佐（1名，委任第四至第五職等）（得列薦任第六職等）
        - 助理員（12名，委任第四職等至第五職等）（內6人得列薦任第六職等）
        - 辦事員（35名，委任第三職等至第五職等）
        - 書記（24名，委任第一職等至第三職等）
- 署長室
  - 副署長室
  - 主任秘書室
  - 警政委員室
    - 核稿委員室

#### 人事室
- 主任（1名，薦任第九職等至簡任第十職等）
  - 科長（4名，薦任第九職等）
  - 專員（9名，薦任第七職等至第九職等）
  - 科員（31名，委任第五職等或薦任第六職等至第七職等）

#### 政風室
- 主任（1名，薦任第九職等至簡任第十職等）
  - 科長（3名，薦任第九職等）
  - 專員（1名，薦任第七職等至第九職等）
  - 科員（4名，委任第五職等或薦任第六職等至第七職等）
    - 辦事員（1名，委任第三職等至第五職等）

#### 會計室
- 主任（1名，薦任第九職等至簡任第十職等）
  - 科長（4名，薦任第九職等）
  - 專員（7名，薦任第七職等至第九職等）
  - 科員（19名，委任第五職等或薦任第六職等至第七職等）
    - 辦事員（3名，委任第三職等至第五職等）
    - 書記（2名，委任第一職等至第三職等）

#### 統計室
- 主任（1名，薦任第九職等至簡任第十職等）
  - 專員（4名，薦任第七職等至第九職等）
  - 科員（6名，委任第五職等或薦任第六職等至第七職等）
    - 辦事員（1名，委任第三職等至第五職等）
    - 書記（1名，委任第一職等至第三職等）

行政單位
- 保安組：下設保安科、警備科、警衛科、反恐科。
- 交通組：下設交通科、管理科、安全科。
- 保防組：下設保防科、偵防科、社調科、資料科、安檢科。
- 國際組：下設外事科、僑防科、特勤科。
- 行政組：下設警政科、勤務科、正俗科。
- 教育組：下設教育科、訓練科、諮商科。
- 後勤組：下設裝備科、營繕科、採購科、財物科。
- 防治組：下設查尋管理科、戶口科、民力科、婦幼安全科。
- 勤務指揮中心：下設業管科、指管科、指管規劃科、民眾服務中心。警政署長使用的警察機關首長旗為棗紅色底、警徽下方加嵌三線四星階級章，橫寬180公分，縱長120公分。中央警察大學校長階級同為三線四星，使用相同首長旗

輔助單位

警政署長使用的警察機關首長旗為棗紅色底、警徽下方加嵌三線四星階級章，橫寬180公分，縱長120公分。中央警察大學校長階級同為三線四星，使用相同首長旗

- 督察室：下設第一組、第二組、第三組、第四組、靖紀組。
- 公共關係室：下設新聞科、公關科、國會科。
- 秘書室：下設規劃科、研考科、事務科、檔案科、文書科。
- 法制室：下設法規科、綜法科、法務科。
- 資訊室：下設系統管理科、作業設計科、前瞻應用科、資訊安全科。
- 人事室：下設獎懲科、福利科、組織編制科、任免科。
- 政風室：下設預防科、查處科。
- 會計室：下設綜計科、審核科、會計科、歲計科。
- 統計室

### 署屬機關（構）
附屬四級機關
- 保安警察第一總隊
- 保安警察第二總隊
- 保安警察第三總隊
- 保安警察第四總隊
- 保安警察第五總隊
- 保安警察第六總隊
- 保安警察第七總隊
- 刑事警察局
- 航空警察局
- 鐵路警察局
- 國道公路警察局
- 基隆港務警察總隊
- 臺中港務警察總隊
- 高雄港務警察總隊
- 花蓮港務警察總隊

附屬四級機構
- 警察通訊所
- 民防指揮管制所
- 警察廣播電臺
- 警察機械修理廠

附屬學校
- 臺灣警察專科學校

## 歷任首長

#### 內務部警政司司長
| 任別 | 姓名   | 任期                           | 備註                                                                                                 |
| ---- | ------ | ------------------------------ | --- |
| 01   | 陳時利 | 1913年12月24日－1916年9月9日   | 字劍秋，四川合江縣人，北洋政府技術官員 原內務部司長 後任內務部禮俗司司長、內務部土木司司長           |
| 02   | 王揚濱 | 1916年9月9日－1922年10月18日   | 字筱侯，湖北武昌縣人，日本明治大學警務科畢業 原內務部僉事 後任內務部司長、參事、中央警官學校教務處長 |
| 代理 | 祥 壽  | 1922年10月18日－1922年10月20日 | 內務部僉事暫行代理                                                                                   |
| 03   | 祥 壽  | 1922年10月20日－1923年4月5日   | 字瑞年，正黃旗滿洲人，原內務部僉事 後任內務部官產處處長、內務部警政司幫辦、內務部僉事                |
| 04   | 曾維藩 | 1923年4月5日－1927年           | 字介白，四川永川縣人 原內務部職方司司長                                                              |

#### 內政部警政司司長
| 任別                                              | 姓名   | 任期                          | 備註 |
| ------------------------------------------------- | ------ | ----------------------------- | --- |
| 01                                                | 樊象離 | 1928年4月3日－1929年7月6日    | 字虛心，山西解縣人，山西育才館畢業 後任國民政府內政部政務次長、文官處參事、山西省政府委員兼建設廳廳長                                                                           |
| 02                                                | 蔡光輝 | 1929年7月6日－1930年11月4日   | 字季平，江蘇松江人，京師法律堂畢業 後任國民政府財政部參事 |
| 03                                                | 陳惟儉 | 1930年11月4日－1931年3月30日  | 字廉齋，浙江平湖人，廣西陸軍講武堂步科、東京法政學校政治經濟科畢業 後任浙江孝豐縣縣長、江蘇省第七區行政督察專員兼區保安司令                                                     |
| 04                                                | 陳奉璋 | 1931年5月30日－1932年1月11日  | 字徽五，奉天鐵嶺人，奉天巡警學堂初級班、內務部地方警察傳習所畢業 原奉天全省警務處處長 後避居天津，病逝於天津英租界                                                              |
| 代理                                              | 黃子聰 | 1932年1月11日－1932年3月31日  | 內政部土地司司長兼代 |
| 05                                                | 李松風 | 1932年3月31日－1936年11月17日 | 江西吉安人，曾任江西省政府委員、會計長 |
| 06                                                | 酆裕坤 | 1937年1月9日－1946年7月18日   | 字靖方，湖南平江人，清華學堂高等科畢業，美國密西根大學市政學碩士 原中央警官學校校務委員 1946年11月11日出任內政部警察總署副署長（少將軍銜） 後在政治大學、東吳大學執教           |
| 1946年8月15日內政部警政司擴充為「內政部警察總署」 |        |                               | |
| 07                                                | 唐 縱  | 1947年7月18日－1949年5月      | 字乃建，湖南炎陵縣人，黃埔軍校6期，中華民國陸軍中將 原內政部政務次長，1947年出任內政部警察總署署長 後任內政部政務次長、駐大韓民國大使、總統府國策顧問                           |
| 1949年4月內政部警察總署縮編為「內政部警政司」     |        |                               | |
| 08                                                | 鄭澤光 | 1949年5月－1955年7月13日      | 廣東恩平人，曾任廣東省恩平、文昌兩縣縣長 後任內政部參事、內政部秘書 |
| 09                                                | 李 謇  | 1955年7月13日－1959年2月2日   | 字慎齋，河北順義人，黃埔軍校4期，北平警官高等學校畢業 原內政部參事 公職退休後潛心修佛，皈依於印順法師座下，法名宏宗 1969年1月約集臺灣佛教界數位居士，共同創辦「中華佛教居士會」 |
| 10                                                | 黃 佑  | 1959年6月29日－1968年12月16日 | 字右人，浙江諸暨人，浙江省警官學校畢業 原內政部秘書 後任內政部技監、行政院參事                                                                                                  |
| 11                                                | 黃對墀 | 1968年12月16日－1972年7月15日 | 山東沂水人，中央警官學校特警班1期，中華民國陸軍少將 原臺灣省警務處處長兼臺北市政府警察局局長、臺灣省警察學校校長 後出任內政部技監                                               |

#### 內政部警政署署長[8]
| 任別 | 姓名   | 肖像 | 任期                         | 備註 |
| ---- | ------ | ---- | ---------------------------- | --- |
| 01   | 周菊村 |      | 1972年7月5日－1976年12月     | 陸軍軍官學校11期，中華民國陸軍中將，原陸軍第一軍司令部軍長兼澎湖防衛司令部司令官 兼臺灣省政府警務處處長、臺灣省警察學校校長 後任國家安全局中將副局長、臺灣警備總司令部副總司令兼臺灣省軍管區司令部副司令 |
| 02   | 孔令晟 |      | 1976年12月11日－1980年6月    | 陸軍軍官學校15期，中華民國陸軍中將，原海軍陸戰隊司令 兼臺灣省政府警務處處長、臺灣省警察學校校長 後派駐馬來西亞特任代表（大使）                                                                           |
| 03   | 何恩廷 |      | 1980年6月－1984年7月         | 陸軍軍官學校14期，中華民國海軍陸戰隊中將，原海軍陸戰隊司令暨臺灣警備總司令部副總司令 兼臺灣省政府警務處處長、臺灣省警察學校校長 後任國家安全局副局長                                                     |
| 04   | 羅張   |      | 1984年7月1日－1990年8月      | 陸軍軍官學校16期，中華民國陸軍上將，原海軍陸戰隊司令暨臺灣警備總司令部副總司令 最後一位以軍人身分出任警政署長的中華民國國軍將領 署長任內晉升陸軍備役二級上將，後轉任總統府戰略顧問                       |
| 05   | 莊亨岱 |      | 1990年8月－1993年12月5日     | 中央警官學校正科17期，原內政部警政署刑事警察局局長 首位警察出身的署長，在1984年至1990年間創立十大槍擊要犯通緝名單與專刊，退休後獲聘為總統府國策顧問                                                      |
| 06   | 盧毓鈞 |      | 1993年12月－1995年5月        | 臺灣省警察學校警員訓練班第7期、中央警官學校正科22期，原內政部警政署刑事警察局局長 唯二從基層員警到警政署署長之人，退休後擔任中華民國刑事偵防協會理事長                                                   |
| 07   | 顏世錫 |      | 1995年年5月－1996年6月       | 中央警官學校業訓班，原中央警察大學校長 除了是唯二從基層警員陞任至警政署長之人以外，亦是唯一非中央警官學校正科畢業擔任署長 因周人蔘電玩弊案請辭，退休後獲聘為總統府國策顧問                               |
| 08   | 姚高橋 |      | 1996年6月13日－1997年8月     | 首位台灣本省籍警政署署長 中央警官學校正科28期，原中央警察大學校長 因白曉燕命案且警政署匿報刑案請辭，轉任行政院參事、顧問 2000年1月28日成為首任行政院海岸巡防署署長，後出任不分區立法委員、高雄市副市長   |
| 09   | 丁原進 |      | 1997年9月－2000年8月         | 中央警官學校正科28期，原臺北市政府警察局局長 因八掌溪事件請辭，退休後獲聘為總統府國策顧問 |
| 10   | 王進旺 |      | 2000年8月－2003年7月         | 中央警官學校正科38期，原臺北市政府警察局局長 後任國家安全局副局長、行政院海岸巡防署署長 |
| 11   | 張四良 |      | 2003年7月1日－2004年4月      | 中央警官學校正科30期，原內政部警政署航空警察局局長 因三一九槍擊事件請辭，任期僅9個月，是目前任期最短的署長                                                                                               |
| 12   | 謝銀黨 |      | 2004年4月14日－2006年3月     | 中央警官學校正科36期，原內政部警政署副署長 後任中央警察大學校長、行政院顧問 |
| 13   | 侯友宜 |      | 2006年3月－2008年6月20日     | 中央警官學校正科45期，原內政部警政署刑事警察局局長 後任中央警察大學校長、新北市副市長、新北市市長 2023年5月17日，獲中國國民黨徵召參選2024年中華民國總統選舉                                              |
| 14   | 王卓鈞 |      | 2008年6月21日－2015年3月31日 | 中央警官學校正科40期，原臺北市政府警察局局長 目前任期最長的署長，2015年4月1日提前退休 後任中國信託反毒教育基金會副董事長、中信保全股份有限公司董事長                                                     |
| 15   | 陳國恩 |      | 2015年4月1日－2017年9月20日  | 中央警官學校正科44期，原新北市政府警察局局長 後任國家安全局副局長、海洋委員會海巡署署長 公職退休後，出任中國信託育樂股份有限公司董事長、中華民國籃球協會副理事長                                         |
| 16   | 陳家欽 |      | 2017年9月21日－2022年6月29日 | 中央警官學校正科45期，原高雄市政府警察局局長，曾處理高雄監獄挾持事件 考量警界世代交替、經驗傳承，提前一年退休 2023年3月成立臺灣警政發展協會，出任首任理事長                                              |
| 17   | 黃明昭 |      | 2022年6月30日－2024年5月22日 | 中央警官學校正科51期，原高雄市政府警察局局長 後任國家安全局副局長 |
| 18   | 張榮興 |      | 2024年5月23日－現任          | 中央警官學校正科50期，原臺北市政府警察局局長 |

資料來源：內政部警政署全球資訊網、警政首長專刊

## 地方警察機關

### 直轄市、縣（市）警察局
| - 臺北市政府警察局 - 新北市政府警察局 - 桃園市政府警察局 - 臺中市政府警察局 - 臺南市政府警察局 - 高雄市政府警察局 | - 基隆市警察局 - 新竹縣政府警察局 - 新竹市警察局 - 苗栗縣警察局 - 南投縣政府警察局 - 彰化縣警察局 - 雲林縣警察局 - 嘉義縣警察局 - 嘉義市政府警察局 - 屏東縣政府警察局 - 宜蘭縣政府警察局 - 花蓮縣警察局 - 臺東縣警察局 - 澎湖縣政府警察局 - 金門縣警察局 - 連江縣警察局 |